# Enrico Spelta
Enrico Spelta (Lodi, 1853 – Lodi, 1940) è stato un pittore italiano.

## Biografia
Tra il 1904 e il 1905 studia presso l'Accademia di Brera, dove frequenta i corsi del principale naturalista lombardo Filippo Carcano, Lodovico Pogliaghi e Giuseppe Mentessi.
Trascorre tutta la sua vita nella natìa Lodi, dove lavora come insegnante di disegno e pittura presso il Collegio barnabita di San Francesco, partecipando raramente a esposizioni e mostre; il suo esordio risale, infatti, al 1925, quando presenta alcuni suoi dipinti alla Prima Mostra Artistica Circondariale di Lodi.
Negli anni trenta partecipa ad alcune mostre tenutesi nelle sale del Museo e della Biblioteca Civica di Lodi.
La sua formazione denota una forte predisposizione per la pittura paesaggistica, resa con pennellate dense e delicati tocchi di luce, che Spelta applica nella riproduzione di soggetti montani della Valle d'Aosta, in particolare Entrèves e Courmayeur (Casolari di Courmayeur) 
e per la componente di Realismo e Verismo sociale e umanitario sempre presente nelle opere (Solitudine e Ritorno dal lavoro, che viene considerata la sua opera principale), esposta in una mostra indetta nel 1929 dalla Società Generale Operaia di Mutuo Soccorso.
Nel 1954 viene allestita presso il Museo civico di Lodi una mostra postuma dedicata a Spelta, curata dal pittore lodigiano Angelo Monico, allievo di Spelta.

## Opere principali
- L’interno della chiesa di San Vittore a Milano (1873), olio su tela, collezione privata;
- Ritratto del vescovo Giovan Battista Rota (1900-1910), olio su tela, Pinacoteca Repossi, Chiari;
- Le tre vecchie (Solitudine) (1920 circa), olio su tela, Museo Civico di Lodi;
- Ritorno dal lavoro (1929 circa), olio su tela, Fondazione Cariplo, Milano;
- Casolari di Courmayeur (1929 circa), olio su tela, Collezione Banca Popolare di Lodi;
- Ritratto di Angela Corsini (1935 circa), olio su tela, Provincia di Lodi.